# Doncols
Doncols (Luxemburgs: Donkels, Duits: Donkols, Waals: Doncô) is een plaats in de gemeente Winseler en het kanton Wiltz in Luxemburg.

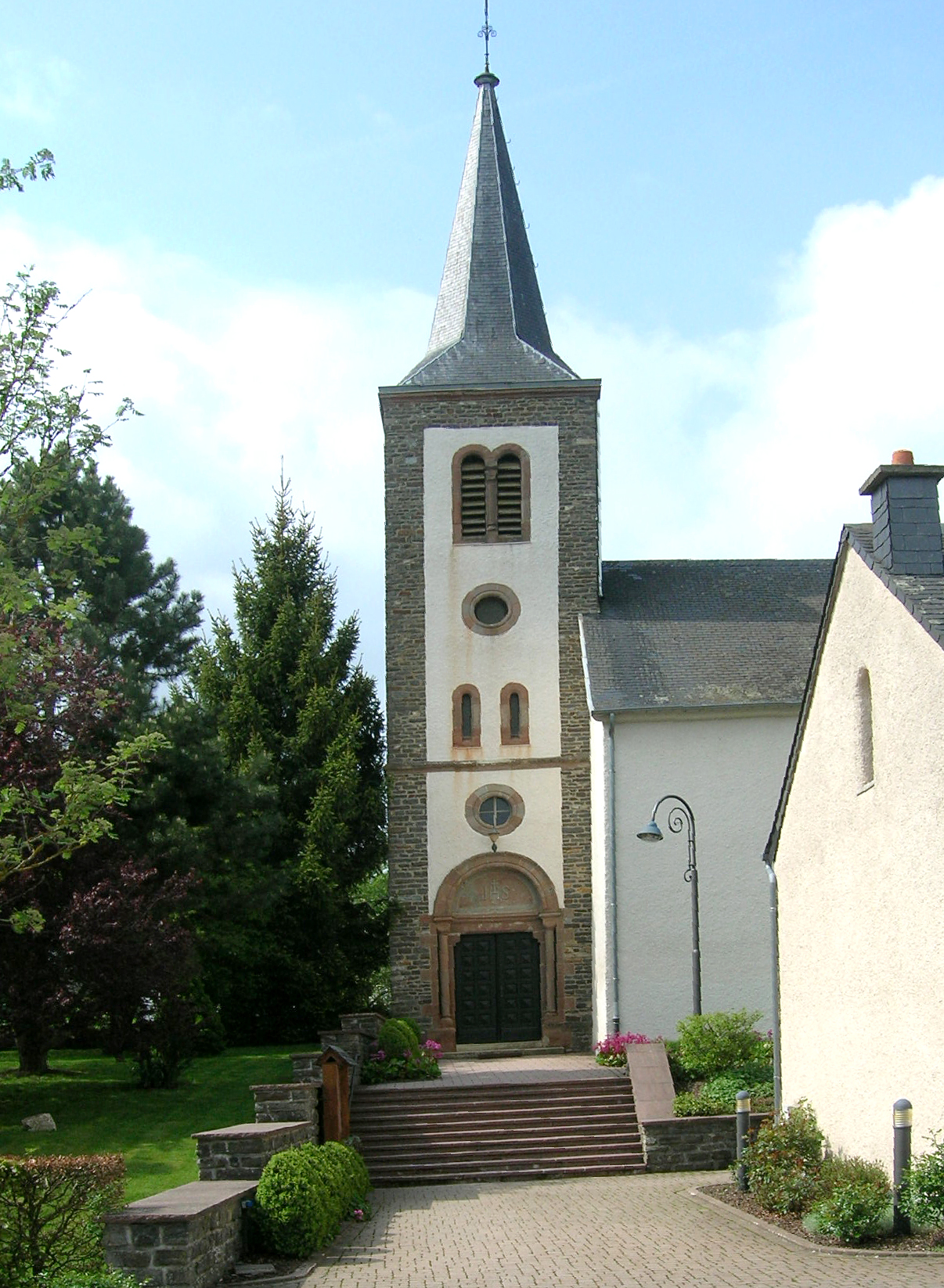
Kerk

Doncols telt 220 inwoners (2001).